# Villa gallo-romaine de Brachaud
La villa gallo-romaine de Brachaud, parfois désignée par le terme de vestiges gallo-romains d'Uzurat ou encore Substructions gallo-romaines et vestiges de thermes d'Uzurat, suivant la dénomination officielle du Ministère de la Culture, est une ancienne villa gallo-romaine située dans la commune française de Limoges (Haute-Vienne).
Construit au Ier siècle apr. J.-C., l'ensemble comprend une maison d'habitation et des thermes.  Il se situait à proximité de la cité gallo-romaine d'Augustoritum. Il a été abandonné au IVe siècle.
Le site a fait l'objet de fouilles conduites par Jean-Pierre Loustaud, entre 1974 et 1986.